# باربارا دی آنجلیس
باربارا دی آنجلیس (به انگلیسی: Barbara De Angelis) روان‌شناس، مشاور روابط، سخنران و نویسنده در زمینه رشد شخصی است.
آثار باربار از پرفروش‌ترین کتاب‌های روانشناسی است که بیش از ۸ میلیون نسخه از آن فروخته شده‌است و در سراسر جهان به بیشتر از بیست زبان به چاپ رسیده‌است. اولین کتاب او، "چگونه می‌توان عشق ورزید؟ " یکی از پرفروش‌ترین کتاب‌های زمان خود شد؛ و برنده جایزه Infomercial به عنوان بهترین کتاب سال ۱۹۹۴ انتخاب شد.
او کارشناسی ارشد خود را در روانشناسی از دانشگاه سیرا گرفته و دکترای خود را در روانشناسی از دانشگاه کلمبیا پسیفیک دریافت کرده است. کلیه مدارک دانشگاه کلمبیا پسیفیک از سال ۱۹۹۷ به این سو به دستور دادگاه ایالتی کالیفرنیا غیر معتبر اعلام و در سال ۲۰۰۰ نیز دستور انحلال آن صادر شد، مدرک دانشگاهی دی آنجلیس نیز جزو مدارک غیر معتبر اخذ شده از این دانشگاه می‌باشد.